# Beeld van de Dikke van Pamel

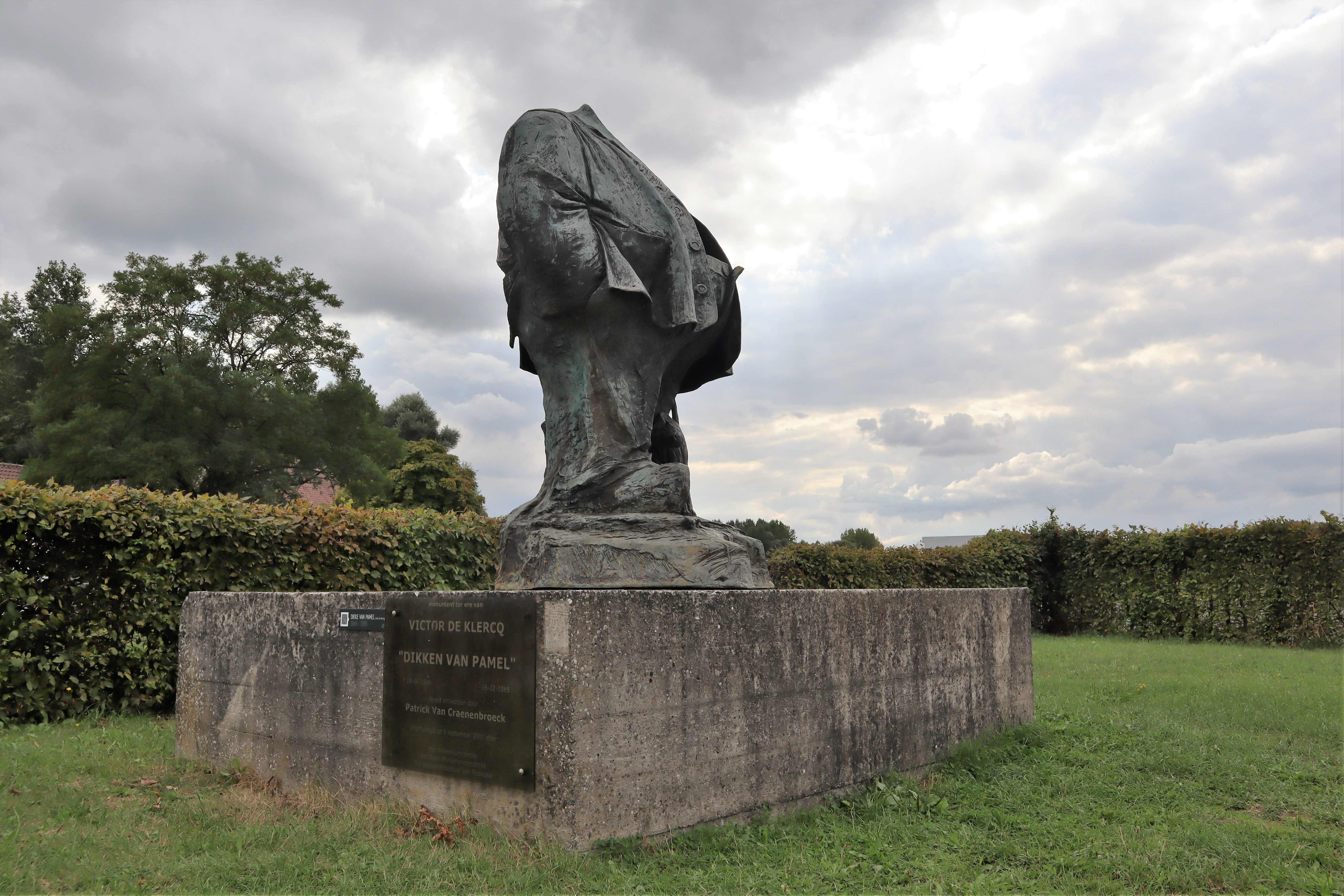

Het Beeld van de Dikke van Pamel is een monument in Pamel (Roosdaal) ter nagedachtenis van de volksfiguur Victor De Klerck, alias ‘de Dikke van Pamel’ (1848-1885). Dit bronzen kunstwerk staat aan de boord van de Dender en is van de hand van beeldhouwer Patrick van Craenenbroeck.
Het bronzen beeld van 230 cm hoog staat op een betonnen sokkel, op enkele meter van de Denderboord, waar de Weerstanderskaai uitmondt in de Nieuwe Kaai. Het werd ingehuldigd op 9 september 2001.

## Victor De Klerck
Victor De Klerck (soms ook De Klercq of De Clercq gespeld) dankte zijn vermaardheid aan de abnormale toename van zijn gewicht. Bronnen schatten dat hij op het einde van zijn niet zo prettige leven tussen de 300 en de 350 kg woog. Omdat hij met zijn kolossale lichaam vaak verkoeling zocht in het water van de Dender, werd hij opgemerkt door de boottrekkers die langs het jaagpad hun schepen trokken tussen Aalst en Lessen. Door hun (allicht) aangedikte verhalen kwamen mensen van heinde en verre om de op de imposante persoonlijkheid te begapen. De man werd er mensenschuw en neerslachtig van en werd nauwelijks zesendertig jaar.

## Het beeld
Het gemeentebestuur van Roosdaal schreef een wedstrijd uit met als belangrijkste opdracht om een beeld te creëren dat respect afdwong en begrip voor het onbarmhartige lot dat hij zijn leven lang heeft moeten dragen. Er werd een jury samengesteld van deskundigen onder het voorzitterschap van de kunstenaar Harold Van de Perre. Uit de voorselectie werden zes kandidaten overgehouden die een maquette van hun ontwerp moesten maken. De laureaat van deze wedstrijd werd uiteindelijk Patrick Van Craenenbroeck, een kunstenaar uit Affligem die eerder ook al andere monumentale werken had gerealiseerd.
Het meest opvallende aan de winnende inzending was dat het beeld enkel de kledij van de imposante figuur zou weergeven. Geen karikaturale kop dus, maar een omhulsel waaruit de getormenteerde figuur zich had kunnen bevrijden.
Van Craenebroeck maakte eerst kleiner model om te bestuderen of de textuur van het ontwerp in klei ook overeind bleef in het grotere werkstuk. Overigens nam juryvoorzitter Van de Perre zijn zaak ernstig en kwam hij regelmatig de vorderingen van het werk opvolgen in het atelier. Vervolgens werd het model in klei op ware grootte geboetseerd, een wassen negatief vervaardigd waarrond dan de gipsen gietvorm werd aangebracht. De delicate bewerking van het gieten was de volgende stap, gevolgd door het verwijderen van het gips, de giet- en ontluchtingskanalen en ten slotte van het aanbrengen van de ‘patine’.

### Omgeving
Sinds 2001 staat het kunstwerk als een baken langs de Denderkaai. Dankzij het project ‘Beleefbare Dendervallei’ is nu ook de omgeving van het beeld ingericht met zitbank en speeltuigen die in een plantsoen zijn aangebracht.

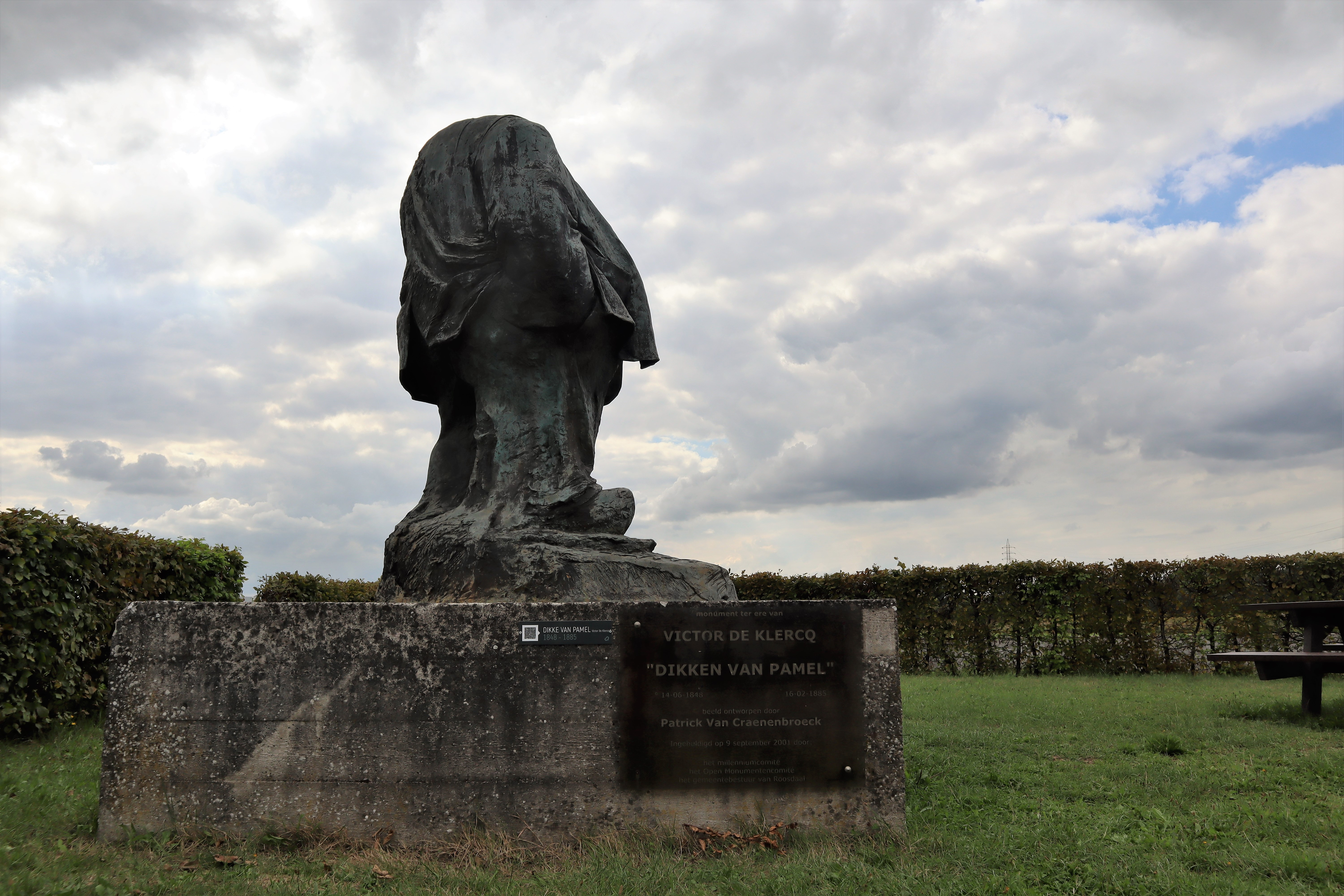
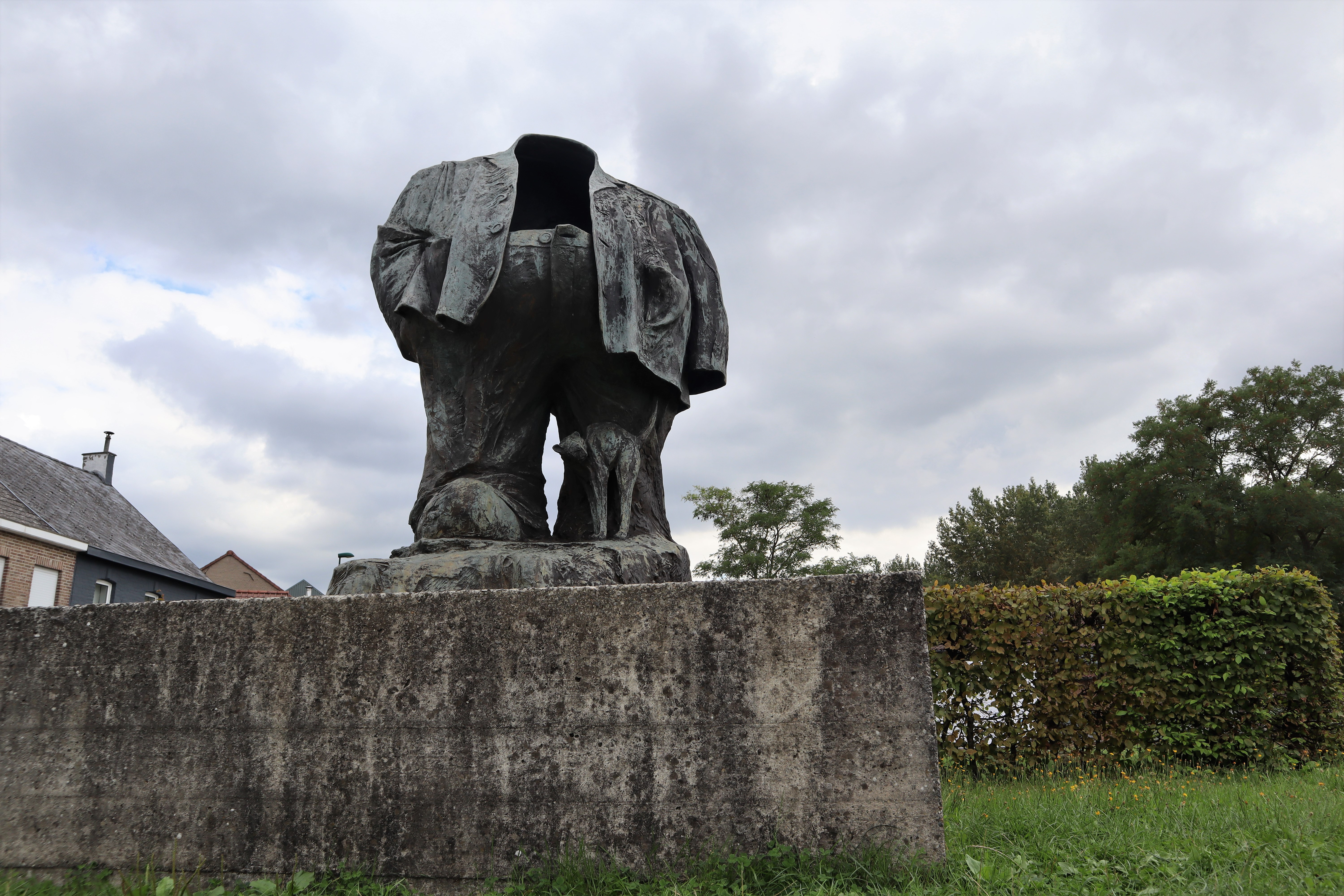
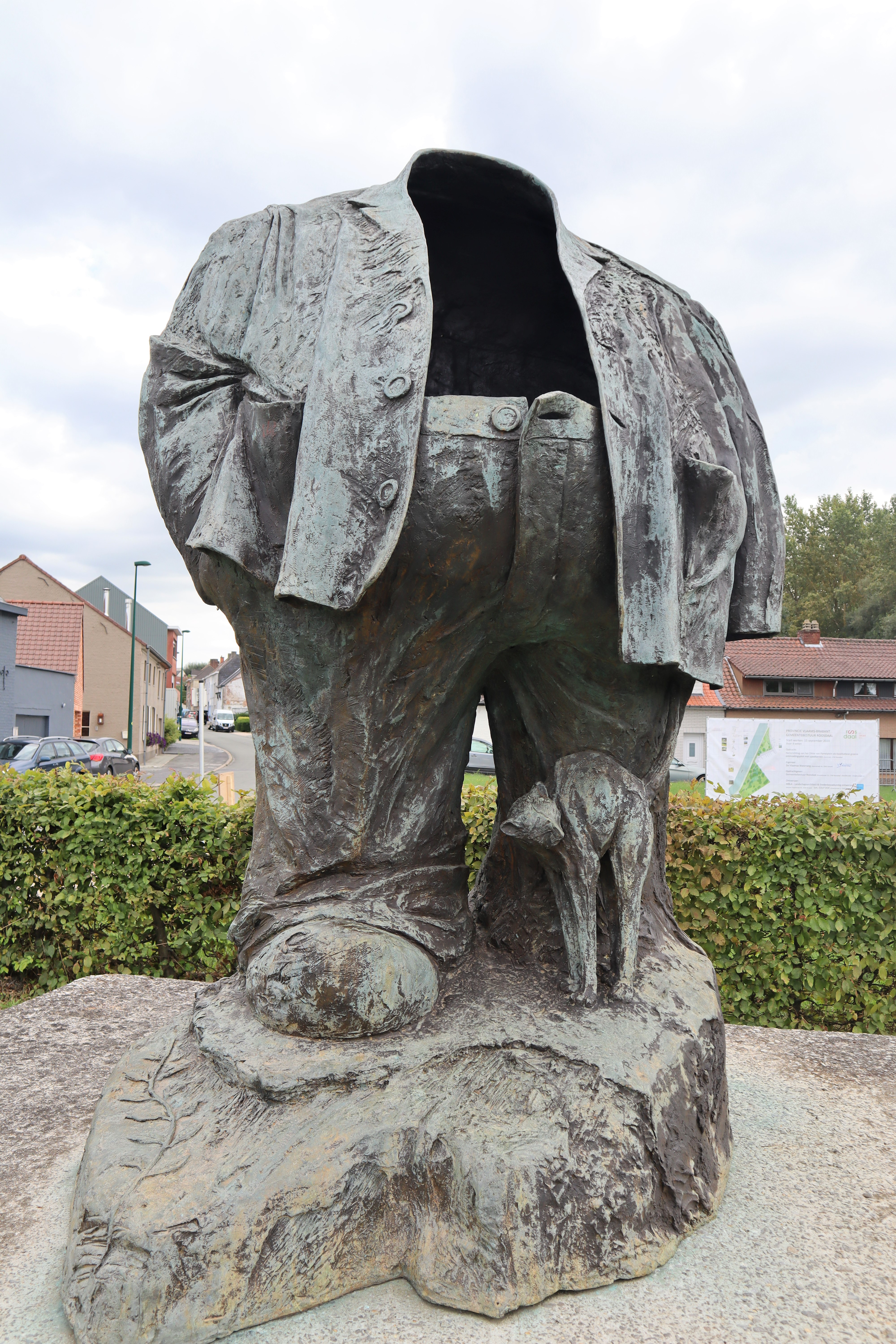
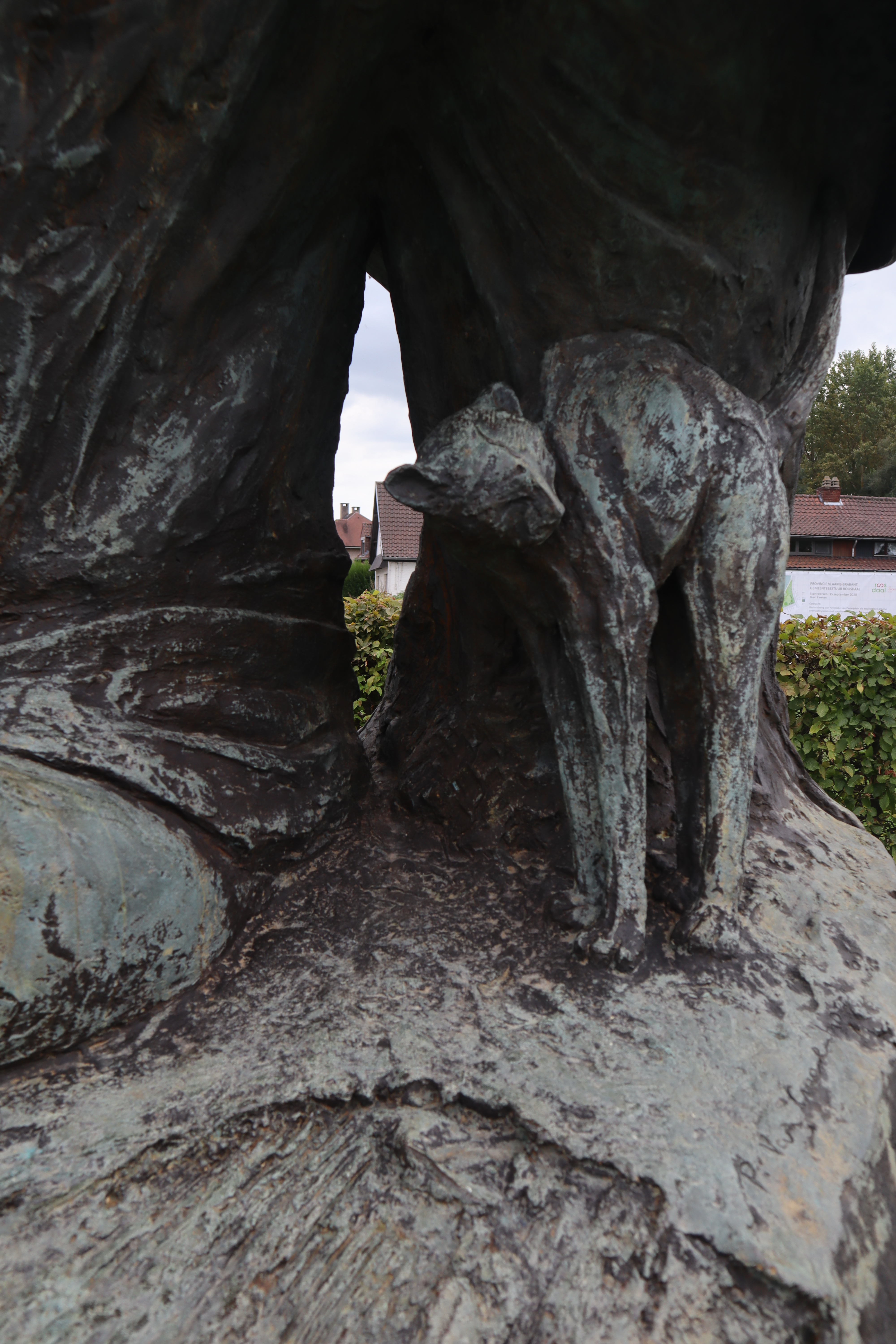
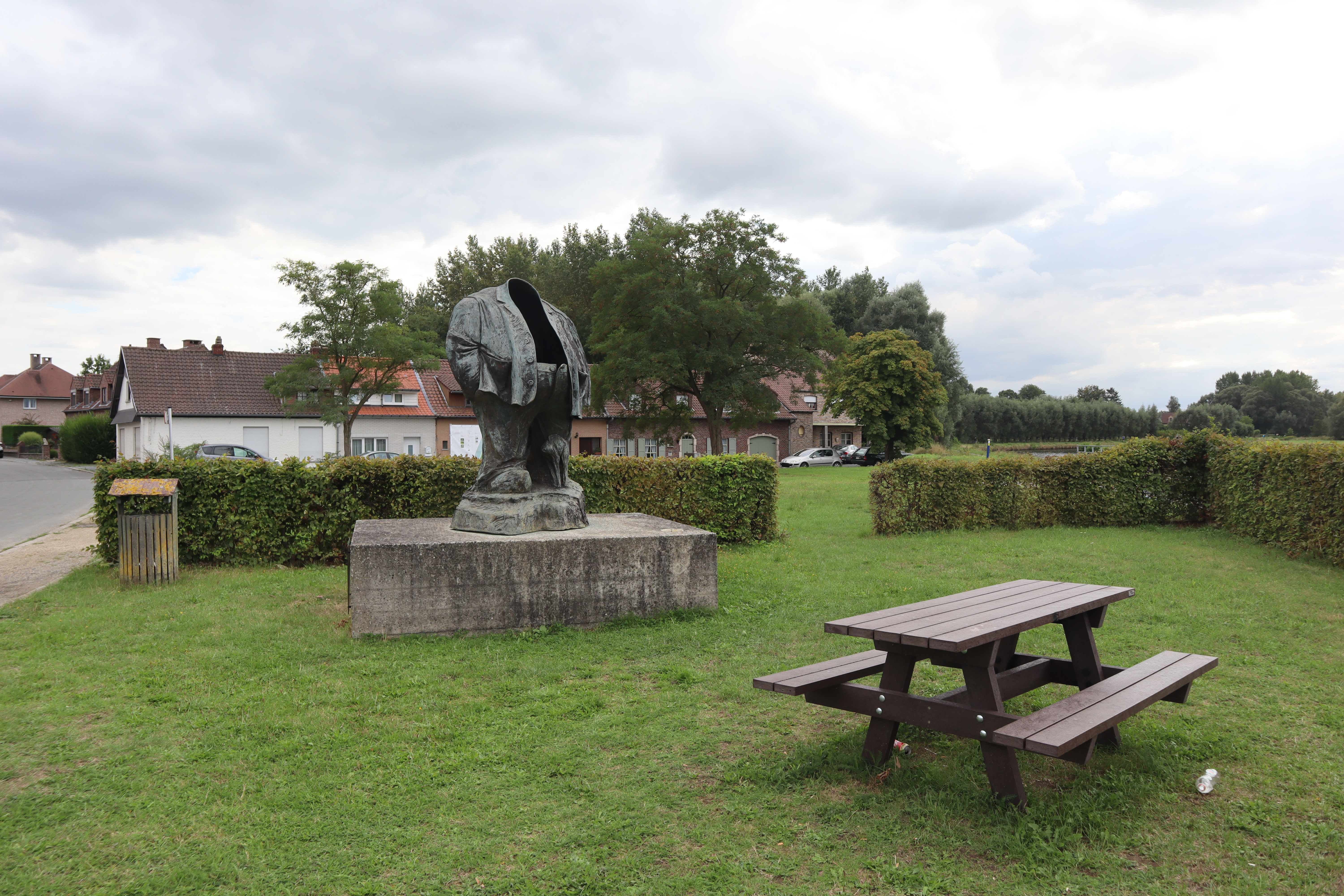